# St.-Pankratius-Kirche (Iserlohn)
Die evangelische Kirche St. Pankratius (vielfach auch Bauernkirche genannt) ist das älteste erhaltene Bauwerk der Stadt Iserlohn.

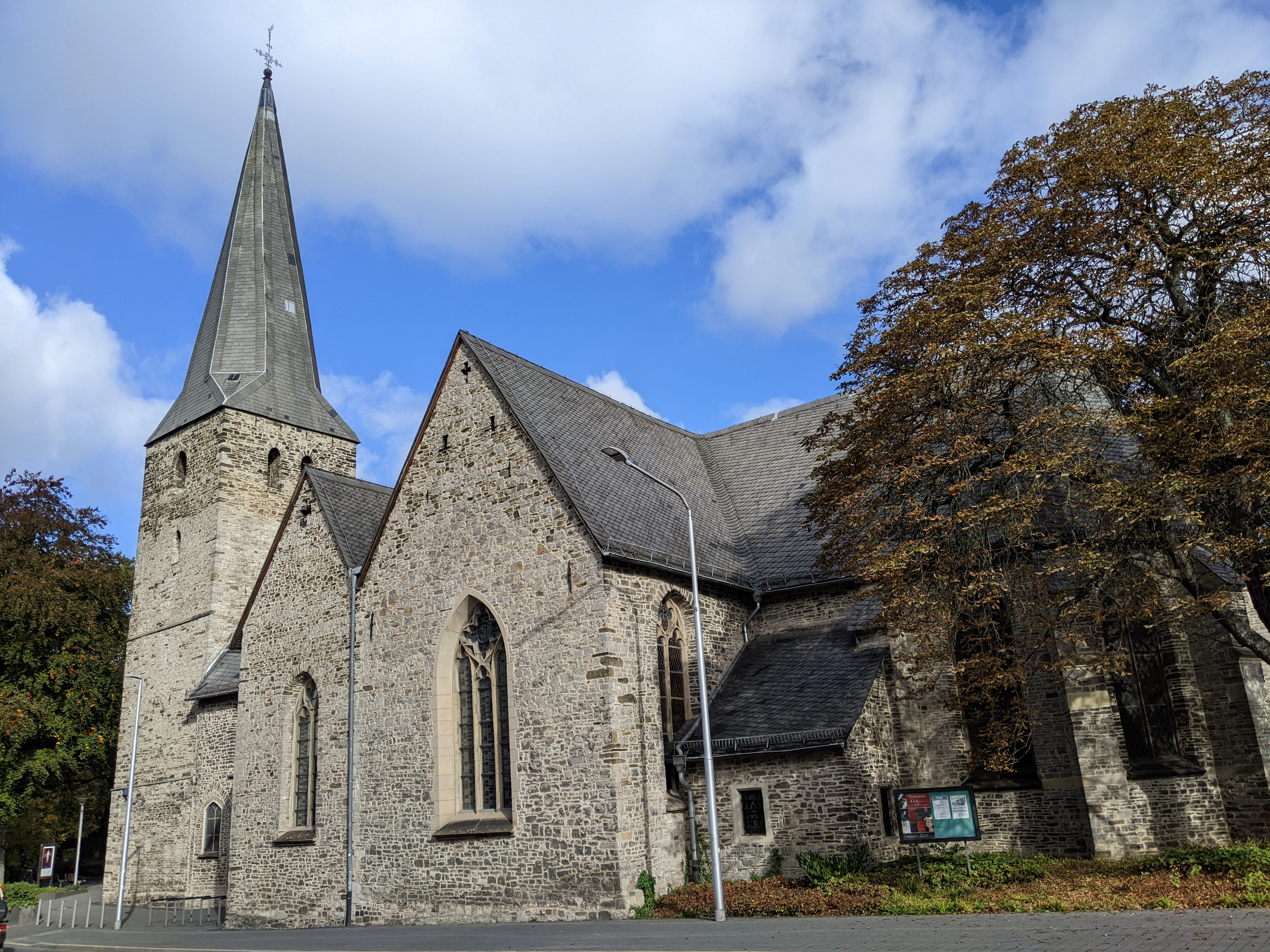
Blick auf den Turm

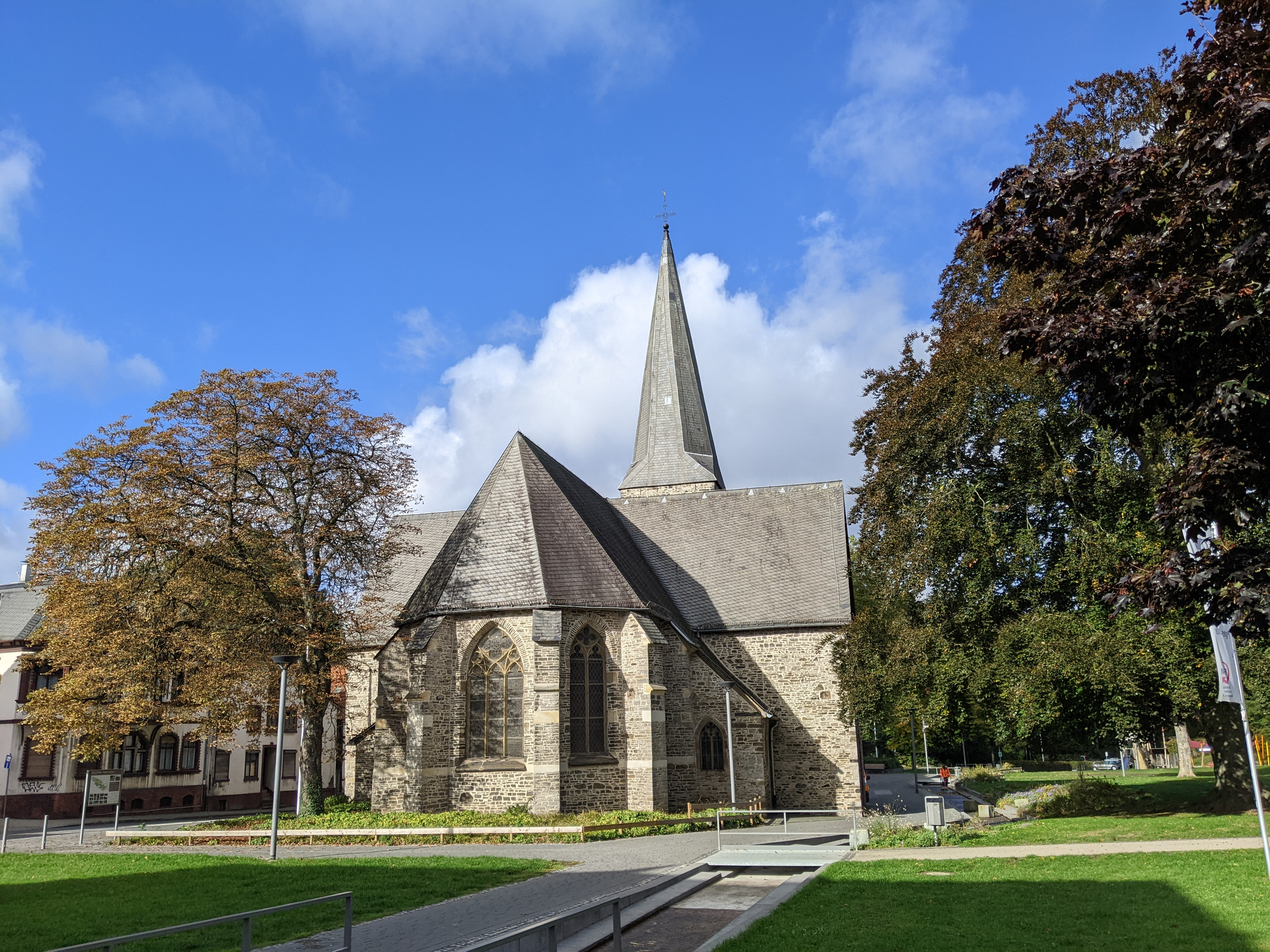
Blick auf den Chorabschluss

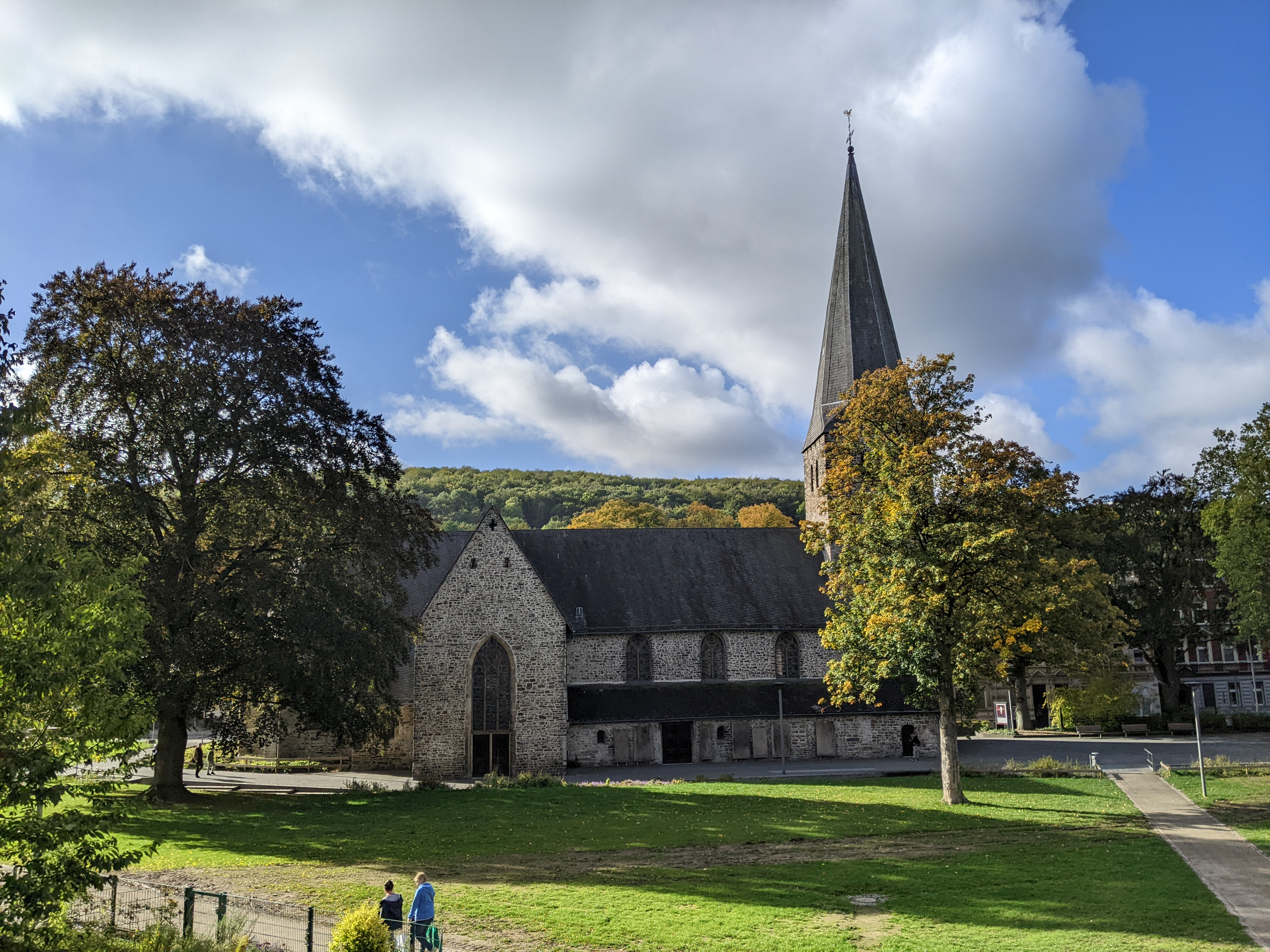
St. Pankratius

## Geschichte
Sie stammt wohl aus der Zeit um 985, nicht wie teilweise behauptet aus karolingischer Zeit. Ursprünglich war sie eine Tochterkirche der Pfarrkirche St. Vincenz in Menden. Sie stand am Ursprung der Siedlung Iserlohn und war von großer Bedeutung für die Christianisierung der Region. Im Mittelalter stand die Besetzung der Kirche dem Andreasstift in Köln zu. Sie war im 13. Jahrhundert Sitz eines eigenen Dekanats, das später mit Attendorn vereinigt wurde. Die Vogtei stand anfangs den Grafen von Arnsberg zu. Vor der Reformation waren dort ein Dechant, vier Kanoniker und sieben Vikare angesiedelt. Letztere waren für die sieben Vikarien des Kirchspiels zuständig. Abgabepflichtige Altarhörige hatte die Kirche auch in anderen Kirchspielen.
Auch nach Verlegung der Siedlung Iserlohn blieb sie bis zur Reformation Pfarrkirche. Die um 1330 entstandene Oberste Stadtkirche blieb ihr untergeordnet. Nach der Reformation wurde die Oberste Stadtkirche eine weitere Pfarrkirche.
Nach dem Zweiten Weltkrieg war die Bauernkirche bis 1957 Garnisonkirche der britischen Besatzungsstreitkräfte. Seit 2006 ist die Kirche Eigentum eines Fördervereins, der den früheren Zustand wiederherstellen will. Der Versöhnungskirchengemeinde steht die Kirche für Predigten zur Verfügung. Der Verein nutzt die Kirche als Veranstaltungsort.

## Bau

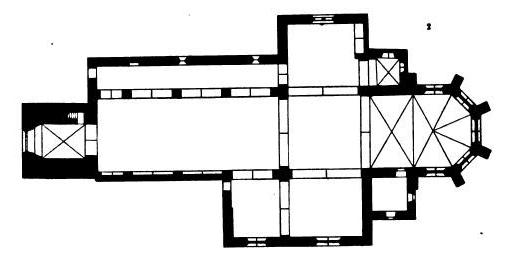
Grundriss der Kirche

Die ältesten Teile stammen aus einer kreuzförmigen Pfeilerbasilika aus Bruchstein etwa aus dem 11. Jahrhundert. Der Turm der Kirche war als Wehrturm angelegt. Er hat eine Höhe von etwa 60 Metern. Die romanische Kirche selbst wurde im Laufe der Jahrhunderte immer wieder verändert. Es handelt sich um eine zweischiffige Basilika mit Querschiff und Westturm. Der Chor ist einjochig mit 3/8-Schluss. An der Südseite des Kirchenschiffs befindet sich ein späterer Anbau. An der Nordseite ist eine Kapelle angebaut. Der Chor und die Fenster sind spätgotisch. Die Fenster im Osten ist spitzbogig, zweiteilig mit Maßwerk. Die südlichen und nördlichen Querschifffenster sind dreiteilig. Die Fenster im nördlichen Seitenschiff sind rundbogig. Eine Sakristei befindet sich an der Südseite des Chores. In den 1960er Jahren wurde das alte hölzerne Tonnengewölbe abgerissen und durch eine Flachdecke ersetzt. Auch die Emporen wurden beseitigt.
Im Inneren befindet sich unter anderem ein gotisches Sakramenthäuschen, ein spätgotischer Altaraufsatz und eine Barockkanzel aus dem 18. Jahrhundert.

## Orgel
Die Orgel wurde 2019 von der Orgelbaufirma Grenzing erbaut. Das im französisch-symphonischen Stil disponierte Instrument hat 33 klingende Register (2272 Pfeifen), zusätzlich 31 extendierte Register und Transmissionen auf vier Manualwerken und Pedal. Die große Zahl von Transmissionen und Extensionen ermöglicht trotz ungünstigen Platzverhältnissen eine große symphonische Disposition. Im zweiten Manualwerk sind die Register als Einzelsektionen angelegt und entsprechend koppelbar. Vom vierten Manual aus lässt sich die Orgue de l’Autel anspielen, welche hinter dem Altar untergebracht ist und gewissermaßen die Funktion eines Fernwerkes hat.
| I Grand Orgue C–g3 |                    |     |
| 01.                | Montre             | 16' |
|                    | Bourdon (= Nr. 18) | 16′ |
| 02.                | Montre             | 08' |
| 03.                | Bourdon            | 08' |
| 04.                | Flûte harmonique0  | 08' |
| 05.                | Salicional         | 08' |
| 06.                | Prestant           | 04' |
| 07.                | Flûte Ouverte      | 04' |
| 08.                | Doublette          | 02' |
| 09.                | Mixture IV         |     |
| 10.                | Trompette          | 08' |
|                    | Basson (= Nr. 25)  | 16′ |

| II. Manual C–g3 |                                  |         |
|                 | A Chamadenwerk                   |         |
|                 | Trompette (Ext. Nr. 11)          | 16'     |
| 11.             | Trompette                        | 08'     |
|                 | Trompette (Ext. Nr. 11)          | 04'     |
|                 |                                  |         |
|                 | B Bombardenwerk                  |         |
| 12.             | Bombarde                         | 16'     |
|                 | Basson (= Nr. 25)                | 16′     |
|                 | Trompette (Ext. Nr. 12)          | 08'     |
|                 | Trompette harmonique (= Nr. 26)  | 08′     |
|                 | Hautbois (Ext. Nr. 25)           | 08′     |
|                 | Voix humaine (= Nr. 27)          | 08′     |
|                 | Clairon harmonique (Ext. Nr. 26) | 04′     |
|                 |                                  |         |
|                 | C Grand Cornet                   |         |
|                 | Bourdon (= Nr. 18)               | 16′     |
| 13.             | Quinte Impériale                 | 10 2⁄3' |
| 14.             | Flûte                            | 08'     |
| 15.             | Flûte Céleste                    | 08'     |
| 16.             | Tierce Impériale                 | 06 2⁄5' |
|                 | Grosse Quinte (Ext. Nr. 13)      | 05 1⁄3' |
| 17.             | Flûte                            | 04'     |
|                 | Grosse Tierce (Ext. Nr. 16)      | 03 1⁄5' |
|                 | Quinte (Ext. Nr. 13)             | 02 ⁄3'  |
|                 | Flûte (Ext. Nr. 17)              | 02'     |
|                 | Tierce (Ext. Nr. 16)             | 01 3⁄5' |

| III Récit expressif C–g3 |                                  |     |
| 18.                      | Bourdon                          | 16' |
| 19.                      | Cor de Nuit                      | 08' |
| 20.                      | Gambe                            | 08' |
| 21.                      | Voix Céleste                     | 08' |
| 22.                      | Flûte octaviante                 | 04' |
| 23.                      | Octavin                          | 02' |
| 24.                      | Plein Jeu IV                     |     |
| 25.                      | Basson                           | 16' |
| 26.                      | Trompette Harmonique             | 08' |
|                          | Hautbois (Ext. Nr. 25)           | 08' |
| 27.                      | Voix Humaine                     | 08' |
|                          | Clairon Harmonique (Ext. Nr. 26) | 04' |
|                          | Tremblant                        |     |

| IV Orgue de l'Autel C–g3 |                              |     |
| 28.                      | Flûte Poètique               | 08' |
| 29.                      | Aeoline                      | 08' |
| 30.                      | Céleste                      | 08' |
|                          | Flûte Poètique (Ext. Nr. 28) | 04' |
|                          | Aeoline (Ext. Nr. 29)        | 04' |
|                          | Céleste (Ext. Nr. 30)        | 04' |
| 31.                      | Clarinette                   | 08' |
|                          | Tremblant                    |     |

| Pédale C–f1 |                              |         |
| 32.         | Montre                       | 16'     |
| 33.         | Soubasse                     | 16'     |
|             | Bourdon (= Nr. 18)           | 16′     |
|             | Quinte Impériale (= Nr. 13)0 | 10 2⁄3′ |
|             | Bourdon (Ext. Nr. 18)        | 08'     |
|             | Principal (Ext. Nr. 32)      | 08'     |
|             | Tierce Impériale (= Nr. 16)  | 06 2⁄5′ |
|             | Grosse Quinte (Ext. Nr. 13)  | 05 1⁄3′ |
|             | Flute (= Nr. 17)             | 04′     |
|             | Grosse Tierce (Ext. Nr. 16)  | 03 1⁄5′ |
|             | Bombarde (= Nr. 12)          | 16′     |
|             | Trompette (Ext. Nr. 12)      | 08′     |

- Koppeln:
  - Normalkoppeln: II Chamade/I, II Bombarde/I, II Grand Cornet/I, II Chamade/III, II Grand Cornet/III, III/I, IV/I, IV/III, I/P, II Chamade/P, II Bombarde/P, II Grand Cornet/P, III/P, IV/P
  - Suboktavkoppeln: I/I, II Chamade/II Chamade, II Bombarde/II Bombarde, III/III,
  - Superoktavkoppeln: I/I, II Bombarde/II Bombarde, III/III, I/P

## Glocken
Im Jahre 1884 wurden die alten Glocken eingeschmolzen und durch ein neues Bronzegeläut der Glocken- und Kunstgießerei Rincker in Westhofen ersetzt. Das Geläut hatte die Töne d′, g′ und b′. 1918 wurden diese eingeschmolzen und 1925 durch vier Glocken aus Eisenhartguss ersetzt. Die Glocken stammten aus der Gießerei Schilling & Lattermann, erklangen in cis′, e′, fis′ und gis′ und hingen an tief gekröpften Stahljochen. 2007 zeigten sich erhebliche Schäden an der gesamten Anlage. Die Gemeinde konnte jedoch die Glocken des geschlossenen Gemeindezentrums der Trinitatisgemeinde in Gütersloh kostenlos erwerben. Diese waren 1967 bei Rincker in Sinn gegossen worden. Im Turm der Bauernkirche wurde ein neuer zweigeschossiger Holzglockenstuhl eingebaut und die Glocken erstmals am Ostersonntag 2009 geläutet. Die einzelnen Glocken heißen:
| Nr. | Name     | Gussjahr | Gießer                        | Ø (cm) | Masse (kg) | Nominal | Inschrift |
| 1   | Wahrheit | 1967     | Glockengießerei Rincker, Sinn | 140    | 1.641      | cis1    | + WER AUS DER WAHRHEIT IST, DER HÖRET MEINE STIMME + JOH. 18,37 |
| 2   | Glaube   | 1967     | Glockengießerei Rincker, Sinn | 113    | 868        | fis1    | + FÜRCHTE DICH NICHT, GLAUBE NUR! MARKUS 5,36 |
| 3   | Liebe    | 1967     | Glockengießerei Rincker, Sinn | 100    | 615        | gis1    | + DIE LIEBE HÖRET NIMMER AUF. 1. KOR 13,8 |
| 4   | Hoffnung | 1967     | Glockengießerei Rincker, Sinn | 96     | 510        | a1      | + HOFFNUNG ABER LÄSST NICHT ZU SCHANDE WERDEN. RÖM 5,5 |
| 5   | Gnade    | 1967     | Glockengießerei Rincker, Sinn | 85     | 354        | h1      | + DIE GNADE ABER DES HERRN WÄHRET VON EWIGKEIT ZU EWIGKEIT ÜBER DENEN, DIE IHN FÜRCHTEN + UND SEINE GERECHTIGKEIT AUF KINDESKIND BEI DENEN, DIE SEINEN BUND HALTEN. PS. 103,17 |

Ferner existiert noch die alte Pankratiusglocke mit dem Schlagton fis2. Sie wurde vermutlich im 14. Jahrhundert gegossen und befindet sich heute im Haus der Heimat.

## Bekannte Pfarrer
Folgende Pfarrer haben an der Kirche gewirkt:
- 1782–1832: Johann Abraham Strauß (1754–1836), Iserlohner Pfarrer-Original
- 1832–1851: Ludwig Josephson (1809–1877), Herausgeber und Schriftsteller